# Cotuí
Cotuí is een stad en gemeente (77.000 inwoners) in de Dominicaanse Republiek, de hoofdstad van de provincie Sánchez Ramírez. De stad werd gesticht in 1505.

## Economie
Er worden onder meer sinaasappels en ananas verbouwd. Ook staat de streek bekend om zijn cacao teelt.
De stad exporteert pepers naar Japan.
Door het bedrijf La Barrick Gold wordt goud gedolven in Pueblo Viejo (municipio Cotuí)

## Bestuurlijke indeling
De gemeente bestaat uit zes gemeentedistricten (distrito municipal):
Cotuí, Caballero, Comedero Arriba, Platanal, Quita Sueño en Zambrana Abajo, 
- Library of Congress Control Number: n84195973
- Nationale Bibliotheek van Israël: 987007559944205171
- Virtual International Authority File: 144301207

Azua · Bajos de Haina · Baní · Barahona · Boca Chica · Bonao · Comendador · Cotuí · Dajabón · El Seibo · Hato Mayor · Higüey · Jimaní · La Romana · La Vega · Los Alcarrizos · Mao · Moca · Monte Cristi · Monte Plata · Nagua · Neiba · Pedernales · Puerto Plata · Sabaneta · Salcedo · Samaná · San Cristóbal · San Francisco de Macorís · San José de Ocoa · San Juan · San Pedro de Macorís · Santiago · Santo Domingo de Guzmán · Santo Domingo Este · Santo Domingo Norte · Santo Domingo Oeste